# Urgence Mouega
Urgence Mouega (16 de noviembre de 1994) es una deportista gabonesa que compite en taekwondo.
Ganó cuatro medallas en los Juegos Panafricanos entre los años 2011 y 2023, y seis medallas en el Campeonato Africano de Taekwondo entre los años 2012 y 2023.

## Palmarés internacional
| Juegos Panafricanos | Juegos Panafricanos               | Juegos Panafricanos | Juegos Panafricanos |
| Año                 | Lugar                             | Medalla             | Categoría           |
| ------------------- | --------------------------------- | ------------------- | ------------------- |
| 2011                | Maputo (Mozambique)               | Medalla de oro      | –62 kg              |
| 2015                | Brazzaville (República del Congo) | Medalla de bronce   | –62 kg              |
| 2019                | Rabat (Marruecos)                 | Medalla de bronce   | –67 kg              |
| 2023                | Acra (Ghana)                      | Medalla de plata    | –73 kg              |
| Campeonato Africano |                                   |                     |                     |
| Año                 | Lugar                             | Medalla             | Categoría           |
| 2012                | Antananarivo (Madagascar)         | Medalla de bronce   | –62 kg              |
| 2014                | Túnez (Túnez)                     | Medalla de bronce   | –62 kg              |
| 2016                | Puerto Saíd (Egipto)              | Medalla de plata    | –67 kg              |
| 2021                | Dakar (Senegal)                   | Medalla de oro      | –73 kg              |
| 2022                | Kigali (Ruanda)                   | Medalla de bronce   | –73 kg              |
| 2023                | Abiyán (Costa de Marfil)          | Medalla de bronce   | –73 kg              |